# Dendroleon regius
Dendroleon regius is een insect uit de familie van de mierenleeuwen (Myrmeleontidae), die tot de orde netvleugeligen (Neuroptera) behoort. 
Dendroleon regius is voor het eerst wetenschappelijk beschreven door Navás in 1914.